# ناتان سیمینگتون
ناتان سیمینگتون عضو کمیسیون ارتباطات فدرال ایالات متحده (FCC) است. سیمینگتون پیش از این در وزارت بازرگانی ایالات متحده به عنوان مشاور ارشد فعالیت می‌کرد. قبل از آن، او به عنوان یک دستیار حقوقی کار می‌کرد، اغلب در موسسات حقوقی مختلف در امور مالی تخصص داشت.

## تحصیلات
قبل از اینکه مدرک حقوق از دانشگاه میشیگان به او اعطا شود، وی موسیقی دنبال کرده بود، مطالعه ویولن را در دانشگاه لارنس، و کارشناسی ارشد هنر در تئوری موسیقی از مدرسه موسیقی ایستمن اخذ کرده‌است.